# گفتگوی تمدن‌ها
گفتگوی تمدن‌ها در دو معنا به کار رفته‌است: یک ایده در معنای عمومی آن، و یک نظریه در در معنای خاص (روابط بین‌الملل) به کار رفته است.
در معنای عام، به عنوان یک «ایده» توسط افراد مختلف تحت عنوان‌های مشابه همچون گفتگوی فرهنگ‌ها، گفتگوی تمدن‌ها، گفتگوی ادیان مطرح و پیگیری شده‌است (بخش تاریخچه را ببینید).
در معنای خاص، نظریه‌ای آکادمیک مربوط به حوزهٔ روابط بین‌الملل است، مشخصاً مقاله‌ای است در پاسخ به مقالهٔ دیگری از ساموئل هانتینگتون به نام نظریهٔ برخورد تمدن‌ها که در دههٔ ۱۹۹۰ مطرح شده‌است.
این نظریه تنها در آکادمی نماند و در سیاست عملی تحت عنوان یک دکترین در دیپلماسی مطرح بود. پیش از انقلاب ۱۳۵۷ توسط فرح دیبا و پس از انقلاب توسط سید محمد خاتمی، رئیس‌جمهور وقت؛ این ایدهٔ پیگیری می‌شد و موجب تغییر جلوه بین‌المللی ایران بعد از انقلاب گردید.

## تاریخچه
انجمن صفاخانه مکانی در محلهٔ جلفا اصفهان (محلهٔ ارامنهٔ اصفهان) جهت مناظره و گفتگوی ادیان بوده‌است که به همت آقا نجفی اصفهانی و آقا نورالله نجفی اصفهانی در سال ۱۲۸۱ شمسی برابر با جمادی‌الثانی ۱۳۲۰ قمری و ۱۹۰۲ میلادی تأسیس شده‌است. در این مکان مبلغین مسیحی و نمایندگان مسلمانان به بحث و گفتگو می‌پرداختند. این مکان یکی از اولین مراکز گفتگوی ادیان و تمدن‌ها بوده‌است.

## در دورهٔ پهلوی
سابقۀ راه‌اندازی مرکزی برای گفتگوی تمدن‌ها در ایران به دوران پهلوی بازمی‌گردد. در آن سال‌ها داریوش شایگان، حسین ضیایی و روژه گارودی عضو حزب کمونیست فرانسه با پشتیبانی فرح پهلوی، بنیاد فرهنگی گفتگوی فرهنگ‌ها را تأسیس کردند. داریوش شایگان پس از انقلاب نیز از نظریهٔ خاتمی پشتیبانی کرد که ایده‌ای مرتبط با نظر او داشت.
هانس کوچلر در مقاله‌ای دربارهٔ هویت فرهنگی در سال ۱۹۷۲ نظریهٔ گفتگوی تمدن‌ها را به‌عنوان پاسخی به نظریهٔ برخورد تمدن‌های ساموئل هانتینگتون مطرح کرد. کوچلر در نامه‌ای به یونسکو، پیش‌تر پیشنهاد داده بود که این سازمان فرهنگی وابسته به سازمان ملل متحد، موضوع «گفت‌وگو میان تمدن‌های مختلف» (dialogue entre les différentes civilisations) را در دستور کار خود قرار دهد.
روژه گارودی در سال ۱۹۷۷ کتابی با عنوان برای یک گفتگوی تمدن‌ها منتشر کرد.
این طرح فراخوانی برای ایجاد زمینهٔ تفاهم ملت‌ها و دارای ویژگی نقد سلطه غرب بر جهان امروز بود. روژه گارودی غرب را عنصری آسیب‌رسان به شریعت و نویددهندهٔ نیستی و نابودی می‌داند که در دوره‌ای از حیاتش است که به آرامی به سوی فروپاشی و پرتگاه می‌رود.

## در دورهٔ جمهوری اسلامی
پس از انقلاب ۱۳۵۷ ایران توسط سید محمد خاتمی، رئیس‌جمهور سابق ایران، به عنوان یک نظریهٔ آکادمیک در حوزهٔ روابط بین‌الملل (که شاخه‌ای از علوم سیاسی است) مطرح شد. او نظریه‌ای با نام گفتگو میان تمدن در واکنشی به نظریهٔ «برخورد تمدن‌ها» ی ساموئل هانتینگتون، که در دههٔ ۹۰ مطرح شده بود، عنوان کرد. (بخش محتوای نظریهٔ گفتگوی تمدن‌های محمد خاتمی را ببینید)
این نظریه نظریات دیگری تشابه اسمی دارد، اما به‌طور مشخص، نظریه‌ای در جواب به و معطوف به این نظریهٔ هانتینگتون است (به عنوان یک آنتی تز). به علاوه یک مشی در سیاسی خارجی و دیپلماسی در دوران خاتمی نیز هست.
نظریهٔ برخورد تمدن‌ها از هانتینگتون در سال ۱۹۹۲ در یک سخنرانی مطرح و بعد هم در مقاله‌ای در سال ۱۹۹۳ منتشر شد. این مقاله بسیار مطرح شد و توسط مقاله‌های بعد از او، مورد استناد بسیار قرار گرفت. نظریهٔ هانتینگتون، خود در جواب کتابی از فرانسیس فوکویاما با نام پایان تاریخ و آخرین انسان بود. هانتینگتون بعدها این نظریه را در کتابی در سال ۱۹۹۶ بسط داد و منتشر کرد. اصطلاح برخورد تمدن‌ها پیش از هانتینگتون مطرح شده بوده: در سال ۱۹۴۶ توسط آلبر کامو، در ۱۹۹۰ توسط برنارد لوئیس، و در کتابی (در مورد خاور میانه) از بازیل متیوز در سال ۱۹۲۶. نظریه‌پردازهای دیگری نیز همچون تونی بلنکلی در پاسخ به نظریهٔ هانتینگتون نظریاتی مطرح کرده‌اند.
این نظریه تنها در تحقیق و نظر باقی نماند و در دولت خاتمی به عنوان دکترین سیاسی در دیپلماسی دولت ایشان به‌کار برده شد. این منجر به بهبود روابط بین‌المللی با ایران و بهبود دیپلماسی شد و مورد استقبال زیادی از جوامع بین‌المللی قرار گرفت.
عبارت گفتگوی تمدن‌ها بعد از اینکه در سپتامبر ۱۹۹۸ سازمان ملل متحد در بیانیه‌ای سال ۲۰۰۱ را «سال گفتگوی تمدن‌ها» نام نهاد مشهور شد. پس از آن در بهمن ۱۳۷۷ دولت ایران مرکز بین‌المللی گفتگوی تمدن‌ها را برای هماهنگی فعالیت‌های مربوط به گفتگوی تمدن‌ها تأسیس کرد.
محتوای این نظریه در کتاب گفتگوی تمدن‌ها توسط انتشارات طرح نو در سال ۱۳۸۰ منتشر شده‌است.
در تقویم رسمی جمهوری اسلامی ایران نیز روز ۳۰ شهریور «روز گفتگوی تمدن‌ها» نامگذاری شده بود که در سال ۱۳۸۹ به دلیل «منقضی شدن زمان این مناسبت و نداشتن متولی خاص» از تقویم حذف شد.

### محتوای نظریهٔ گفتگوی تمدن‌های سید محمد خاتمی
خاتمی این نظریه را طی سخنرانی‌هایی در یونسکو، سازمان ملل، و در کتاب گفتگوی تمدن‌ها ارائه کرده‌است.
این نظریه در پاسخ به نظریهٔ برخورد تمدن‌های سامویل هانتینگتون در دههٔ نود است (بالا را ببینید).
خاتمی در کتاب گفتگوی تمدن ها
می‌گوید:
گفتگوی تمدن‌ها می‌خواهد پایان زندگی سرشار از تبعیض، دورویی، جنگ و ویرانی را اعلام کند و راه تازه‌ای در زندگی بشر آغاز کند، راهی که باید با همت و تلاش نسل نو پا به صلح و آشتی بینجامد. زندگی مطلوب، زندگی خالی از دروغ، تزویر، زور و تبعیض است و این خواسته فطرت آدمی است. گفتگوی تمدن‌ها در واقع آغاز راه شکوفایی فطرت انسانی است، انسان ذاتاً عدالت‌خواه و زیباپسند است.— محمد خاتمی، کتاب گفتگوی تمدن‌ها، انتشارات طرح نو
گفتگوی تمدن‌ها و سیاست تنش‌زدایی علاوه بر اهدافی که ذکر شد، هدف دیگری را نیز دنبال می‌کند و آن از میان بردن یک توهم بسیار وحشتناک در عرصههٔ روابط بین‌المللی است. قدرت‌های بزرگ غربی، همواره توهم وجود یک دشمن بزرگ را ایجاد کرده‌اند و از طریق آن توانسته‌اند بسیاری از رفتارهای غیرعادلانه خود را در دنیا توجیه کنند.— محمد خاتمی، کتاب گفتگوی تمدن‌ها، انتشارات طرح نو
عنوان سخنرانی آقای خاتمی در جمع سیاست‌مداران و روشنفکران در مجمع گفتگوی تمدن‌ها در یونسکو - پاریس، ۱۷ فروردین ۱۳۸۴ «گفتگوی تمدن‌ها و فرهنگ‌ها، نفی خشونت طلبی، تروریسم و جنگ» است.

## مرکز بین‌المللی گفتگوی تمدن‌ها
مرکز بین‌المللی گفتگوی تمدن‌ها نهادی بود که در سال ۱۳۷۷ خورشیدی در ایران تأسیس شد و محمد خاتمی، رئیس‌جمهوری وقت ایران ریاست آن را برعهده داشت.
به تصویب رسیدن پیشنهاد محمد خاتمی برای نام‌گذاری سال ۲۰۰۱ در پنجاه و سومین مجمع عمومی سازمان ملل (سپتامبر ۱۹۹۸) به عنوان «سال گفتگوی تمدن‌ها» انگیزهٔ تأسیس این مرکز در ایران شد.
محمد خاتمی در نخستین سفر خود به ایالات متحده و سخنرانی در مجمع عمومی سازمان ملل متحد پیشنهاد «گفتگوی تمدن‌ها» را مقابل «برخورد تمدن‌ها» مطرح کرد که این پیشنهاد با استقبال اعضای سازمان ملل روبه‌رو شد.
هدف از بنیاد این مرکز «هماهنگ‌کردن فعالیت‌های کلیهٔ سازمان‌ها، مراکز دولتی و غیردولتی برای توسعهٔ نظریهٔ گفتگوی تمدن‌ها» عنوان شد.
محمدجواد فریدزاده به عنوان نخستین رئیس مرکز بین‌المللی گفتگوی تمدن‌ها منصوب شد. وی پس از مدتی جای خود را به عطاءالله مهاجرانی داد. ریاست وی نیز دیری نپایید و در پی استعفای او، محمود بروجردی به عنوان سرپرست جدید این مرکز گمارده شد.
مرکز گفتگوی تمدن‌ها تا اوایل سال ۸۴ زیرمجموعه وزارت خارجه بود ولی پس از آن به زیرمجموعه‌ای از سازمان فرهنگ و ارتباطات تبدیل شد.
در دی‌ماه ۱۳۸۴ سازمان فرهنگ و ارتباطات اسلامی، دو دفتر ادیان و مرکز گفتگوی تمدن‌ها را با نام جدید «مرکز گفتگوی ادیان و تمدن‌ها» ادغام کرد.
مرکز گفتگوی تمدن‌ها سرانجام در دی‌ماه ۱۳۸۶ طی حکمی از سوی محمود احمدی‌نژاد، رئیس‌جمهور وقت ایران، با همهٔ امکانات و نیروی انسانی در «مرکز ملی مطالعات جهانی شدن» ادغام شد و زیر نظر رئیس‌جمهوری و به ریاست اسفندیار رحیم مشایی قرار گرفت. مرکز ملی مطالعات جهانی شدن در دولت روحانی در مرکز بررسی‌های استراتژیک ادغام شد.

## در جهان
در جهان:
سازمان‌های متعددی در جهان با این عنوان یا مشابه آن وجود داشته‌است؛ مثلاً «مرکز گفتگوی بین فرهنگی» (The Center for Intercultural Dialogue) جوایزی از جمله جایزهٔ گفتگوی جهانی (The Global Dialogue Prize) را ارائه می‌دهد.
در ایران، بنیادی با نام مشابه بنیاد فرهنگی گفتگوی فرهنگ‌ها در زمان پهلوی تأسیس شده بود.